# 龔振祺
龔振祺（英語：Kung Chun-ki，1991年—），香港民主派人士，前香港觀塘區議會油塘東選區議員。

## 政治生涯
2019年11月24日，龔振祺首度參與區議會選舉，在油塘東選區以2,997票，以25票差距，險勝得2,972票，爭取連任的民建聯張琪騰，成功當選。